# Jonathan Kitilit
Jonathan Kiprotich Kitilit (né le 24 avril 1994) est un athlète kényan, spécialiste du 800 mètres.

## Biographie
Deuxième des championnats d'Afrique juniors 2013, Jonathan Kitilit se révèle en avril 2016 à Nairobi en établissant le temps de 1 min 43 s 48 sur 800 m.

### Palmarès
| Date | Compétition                    | Lieu             | Résultat | Épreuve | Temps         |
| ---- | ------------------------------ | ---------------- | -------- | ------- | ------------- |
| 2013 | Championnats d'Afrique juniors | Bambous          | 2e       | 800 m   | 1 min 48 s 03 |
| 2015 | Jeux mondiaux militaires       | Mungyeong        | 4e       | 800 m   | 1 min 46 s 43 |
| 2016 | Ligue de diamant               | Ligue de diamant | 7e       | 800 m   | détails       |
| 2018 | Jeux du Commonwealth           | Gold Coast       | 6e       | 800 m   | 1 min 46 s 12 |
| 2018 | Championnats d'Afrique         | Asaba            | 6e       | 800 m   | 1 min 46 s 88 |

### Records
| Épreuve | Performance   | Lieu     | Date         |
| ------- | ------------- | -------- | ------------ |
| 800 m   | 1 min 43 s 05 | Paris    | 27 août 2016 |
| 1 000 m | 2 min 13 s 95 | Lausanne | 25 août 2016 |